# Sand Corona
Sand Corona est une corona, formation géologique en forme de couronne, située sur la planète Vénus par 41,7° N et 15,5° E. Elle est localisée dans le quadrangle de Bereghinya Planitia. Elle a été nommée en référence à Sand, romancière française (1804-1876), antérieurement Sand Patera. 

## Géographie et géologie
Sand Corona couvre une surface circulaire d'environ 181 km de diamètre. 